# Tomislav Nikolić

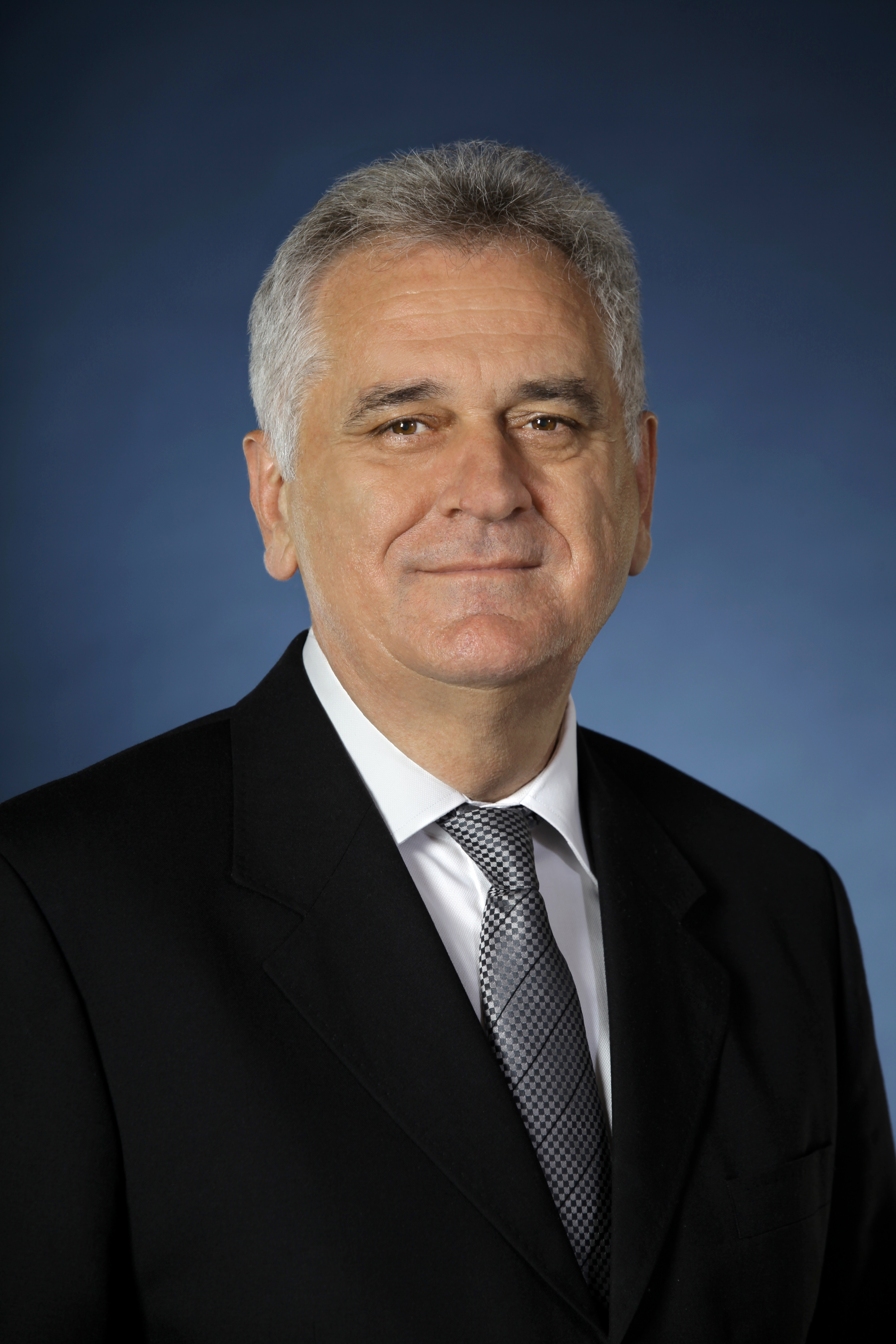
Tomislav Nikolić

Tomislav Nikolić (serbisch-kyrillisch Томислав Николић; * 15. Februar 1952 in Kragujevac, FVR Jugoslawien, heute Serbien) ist ein serbischer Politiker (Serbische Fortschrittspartei). Vom 8. bis 13. Mai 2007 war er kurzzeitig Präsident des serbischen Parlaments. Vom 11. Juni 2012 bis 31. Mai 2017 war er Präsident Serbiens.

## Politischer Werdegang
Von 1998 bis 2000 war Nikolić in der Regierung Slobodan Miloševićs Vizeministerpräsident Serbiens sowie Ende 1999 Vizeministerpräsident Jugoslawiens. Bei der Präsidentenwahl im Jahr 2000 errang Nikolić den dritten Platz hinter Vojislav Koštunica und Slobodan Milošević. Bei der Präsidentenwahl am 13. Juni 2004 erhielt er in der ersten Runde 30,1 Prozent der Stimmen, unterlag aber in der Stichwahl am 27. Juni 2004 gegen Boris Tadić, der 53,5 Prozent der abgegebenen Stimmen erhielt.
Nach der Parlamentswahl vom 21. Januar 2007, aus der die SRS wieder als stärkste Partei hervorging, wurde Tomislav Nikolić am 8. Mai 2007 als neuer Parlamentspräsident Serbiens gewählt. Dabei erhielt er neben den Stimmen seiner Partei auch die der Demokratischen Partei Serbiens (DSS) unter Führung von Vojislav Koštunica. Nach der Einigung des so genannten demokratischen Blocks aus DS, DSS und G17plus auf die Bildung einer Koalitionsregierung trat er am 13. Mai 2007 wieder von diesem Amt zurück.
Bei den Präsidentschaftswahlen am 20. Januar 2008 errang Nikolić vor dem Amtsinhaber Boris Tadić die meisten Stimmen, unterlag ihm aber zwei Wochen später knapp in der Stichwahl um das Präsidentenamt. Bei der Parlamentswahl 2008 konnte die abermals von Nikolić geführte Partei zwar ihren Stimmenanteil halten, allerdings erzielte das Wahlbündnis um die Demokratische Partei mit knapp 38 % der abgegebenen Stimmen das beste Ergebnis. Auf Grund der von der SRS rhetorisch bekämpften Unabhängigkeitserklärung des Kosovo hatten Beobachter mit einem Zuwachs des Stimmenanteils gerechnet.
Im September 2008 trat er vom Fraktions- und Vizeparteivorsitz zurück und begründete eine neue Fraktion unter dem Namen „Napred Srbijo“ (deutsch Vorwärts Serbien), ohne jedoch aus der SRS auszutreten. Zuvor hatte es einen heftigen innerparteilichen Streit um die Haltung der Fraktion zum Assoziierungsabkommen Serbiens mit der Europäischen Union gegeben. Während Nikolić im Parlament für dieses stimmte, lehnte der Parteivorsitzende Vojislav Šešelj dies strikt ab und forderte aus der Haft in Den Haag heraus Nikolićs Ausschluss aus der Partei. Am 12. September 2008 wurden so Nikolić und 17 weitere führende Parteimitglieder aus der SRS ausgeschlossen. Nikolić kündigte daraufhin die Gründung einer eigenen Partei an. Am 10. Oktober 2008 wurde die neue Partei Serbische Fortschrittspartei (Srpska Napredna Stranka, SNS) registriert. Am 16. April 2011 begann er einen Hungerstreik, um Neuwahlen zu erzwingen.
Am 20. Mai 2012 setzte sich Nikolić bei der serbischen Präsidentschaftswahl in einer Stichwahl gegen Boris Tadić durch.
Nikolić galt vor seiner Wahl als konservativer Nationalist. Er war 1991 bis 2008 Vizepräsident der nationalistischen SRS. Als Staatspräsident bemühte er sich aber erfolgreich, den pro-europäischen Kurs seines Amtsvorgängers Tadić fortzusetzen. So unterstützte Nikolić das im April 2013 unterzeichnete Abkommen zur Normalisierung der Beziehungen zwischen Serbien und dem Kosovo, dessen ungeachtet betone er, dass Serbien weiterhin nicht Kosovos Unabhängigkeit anerkennen werde. Das Kosovo-Abkommen gilt als Voraussetzung zur Fortführung der EU-Beitrittsverhandlungen Serbiens.
Ebenfalls im April 2013 bat Nikolić in einem Interview mit dem bosnischen Fernsehen darum, dass Serbien das 1995 begangene Massaker von Srebrenica verziehen wird. Nikolić vermied den Ausdruck „Völkermord“, erkannte aber wie bereits sein Amtsvorgänger Tadić das Massaker als von Serben begangenes Verbrechen an. Serbien ist seit dem 1. März 2012 offiziell EU-Beitrittskandidat.
Am 14. Februar 2017 bestimmte die regierende Serbische Fortschrittspartei Ministerpräsident Aleksandar Vučić zu ihrem Kandidaten. Der ebenfalls der SNS angehörende amtierende Präsident Tomislav Nikolić gab am Tag darauf – seinem 65. Geburtstag – seine erneute Kandidatur bekannt, welche er jedoch am 20. Februar 2017 wieder zurückzog. Somit kandidiert für die SNS nur Vučić. Vučić gewann die Wahl am 3. April 2017 schon im ersten Wahlgang mit 55 % der Stimmen. Somit endete die Präsidentschaft von Nikolić nach fünf Jahren mit der Vereidigung seines Nachfolgers am 31. Mai 2017. Am 30. Mai – einen Tag vor Ende seiner Amtszeit – zeichnete ihn der russische Präsident Wladimir Putin mit dem Orden der Freundschaft aus.

## Politische Positionen
In einer öffentlichen Rede am 23. Februar 2003 deutete Nikolić – im Beisein von Aleksandar Vučić – den bevorstehenden Tod des demokratischen Premierministers Zoran Đinđić an: „Wenn jemand von euch in den nächsten ein/zwei Monaten irgendwo Zoran Đinđić sieht, sagt ihm, dass auch Tito vor seinem Tod Probleme mit dem Fuß hatte.“
Zoran Đinđić hatte am 15. Februar 2003 bei einem Fußballspiel eine Achillessehnenverletzung erlitten und musste danach am linken Fuß einen Gipsverband tragen. Am 12. März 2003 fiel er einem Mordanschlag zum Opfer.
2012 erklärte Nikolić, er habe den Traum von einem Großserbien noch nicht aufgegeben. Zum kroatischen Vukovar äußerte er folgende Meinung: „Vukovar war serbisch. Dorthin haben Kroaten nicht zurückzukehren.“

## Kontroverse
Kurz vor seiner Wahl zum Präsidenten Serbiens im Jahr 2012 wurde Nikolić der Kauf eines Mastertitels von der Fakultet za Menadžment (Fakultät für Management) in Novi Sad vorgeworfen. Die wichtigsten Anhaltspunkte für diese Behauptung waren, dass sein Diplom nicht gestempelt war und sich andere Studenten nicht erinnerten, ihn je im Unterricht gesehen zu haben. Am Prüfungstag sieben Jahre zuvor habe Nikolić an einer Parteiveranstaltung teilgenommen. Kurze Zeit darauf wurde sein Abschlusszeugnis auf seine Echtheit geprüft und diese bestätigt.

## Privates
Nikolić ist verheiratet und hat zwei Söhne. Sein Sohn Radomir war Bürgermeister der Großstadt Kragujevac.

## Belege
1. ↑  Rücktritt des serbischen Parlamentspräsidenten Nikolic. In: Der Standard, 22. Mai 2007.
2. ↑  Neues Parlament, neuer Präsident in Belgrad. In: Der Standard, 31. Mai 2012.
3. ↑  Tagesschau: Amtsinhaber Tadic bleibt Präsident Serbiens (tagesschau.de-Archiv) vom 3. Februar 2008.
4. ↑  Serbian reformers claim victory. In: BBC News, 12. Mai 2008 (englisch).
5. ↑  Nikolić oformio poslanički klub. In: B92, 8. September 2008 (serbisch).
6. ↑  Serbische Radikale schliessen Nikolic aus. (Memento vom 5. September 2009 im Internet Archive) In: Neue Zürcher Zeitung, 12. September 2008.
7. ↑  Serbia anti-government protesters demand early election. In: BBC News, 16. April 2011 (englisch).
8. ↑  Tomislav Nikolic gewinnt Stichwahl. In: Focus, 20. Mai 2012.
9. ↑  Der Standard: "Nikolić ist ein Nationalist geblieben", 21. Mai 2012.
10. ↑  die tageszeitung: Ungeliebtes Abkommen, 21. April 2013.
11. ↑  Focus: Präsident Nikolic entschuldigt sich für Srebrenica-Massaker, 25. April 2013.
12. ↑  FAZ: Serbiens Präsident entschuldigt sich für Srebrenica-Massaker
13. ↑  Ruling SNS confirms Vucic as its candidate for president -  - on B92.net. In: B92.net. (b92.net [abgerufen am 19. Februar 2017]).
14. 1 2  Milenko Vasovic: Vucic-Nikolic ‘Pact’ Hides Serbian Leaders’ Bitter Rivalry. Balkan Insight, 23. Februar 2017. Abgerufen am 23. Februar 2017.
15. ↑  Archivierte Kopie (Memento des Originals vom 16. Februar 2017 im Internet Archive)  Info: Der Archivlink wurde automatisch eingesetzt und noch nicht geprüft. Bitte prüfe Original- und Archivlink gemäß Anleitung und entferne dann diesen Hinweis.
16. ↑  Nikolic meets with Vucic, decides not to run for reelection -  - on B92.net. In: B92.net. (b92.net [abgerufen am 21. Februar 2017]).
17. ↑  Erlass des Präsidenten der Russischen Föderation vom 30. Mai 2017 N 251 „Über die Auszeichnung des Präsidenten der Republik Serbien T. Nikolić mit dem Orden der Freundschaft“ (russisch)
18. ↑  https://www.youtube.com/watch?v=N2Z3G0D3x4E https://www.youtube.com/watch?v=xSQH3wYf-2I&t=1281s
19. ↑  https://pescanik.net/atentat-%E2%80%93-hronologija/
20. ↑  Erich Rathfelder: Nationalismus in Serbien: Nikolic träumt weiter von Großserbien. In: Die Tageszeitung: taz. 31. Mai 2012, ISSN 0931-9085 (taz.de [abgerufen am 1. Dezember 2017]).
21. ↑  TAZ - Wahlen in Serbien - Die Taktik des Rufmords
22. ↑  Vesti: Nikolić ipak na sudu zbog diplome
23. ↑  Spiegel online: Serbien: Plagiatsaffäre durchzieht Politik und Wissenschaft. Abgerufen am 4. Februar 2015
24. ↑  B92.net - "Nikolićeva diploma verodostojna"
25. ↑  Inspekcija: Diploma Tomislava Nikolića verodostojna

| Personendaten    | Personendaten                         |
| ---------------- | ------------------------------------- |
| NAME             | Nikolić, Tomislav                     |
| KURZBESCHREIBUNG | serbischer Politiker, Staatspräsident |
| GEBURTSDATUM     | 15. Februar 1952                      |
| GEBURTSORT       | Kragujevac, Serbien                   |